# Весели се српски роде
Весели се српски роде је песма српске певачице Данице Црногорчевић.

## О песми
Прва изведба песме била је 28. јуна 2019. године испред храма Христовог Васкрсења у Подгорици. Пред масом људи песму је отпевала Даница Црногорчевић и већ на прво слушање постала је једна од нових химна свих Срба. Песма је постала незванична химна и симбол историјских литија за одбрану православних светиња у Црној Гори.
Запевао ју је и Новак Ђоковић, певају је и на слављима, као и деца у школама. Даница је компоновала строфе, док је стихове и рефрен за песму написао Иван Црногорчевић, њен супруг и тадашњи ђакон цркве Светог Ђорђа у Подгорици.